# Делиша Милтон Џоунс
Делиша Лачел Милтон-Џоунс (енгл. DeLisha Lachell Milton-Jones; Рајсборо, 11. септембар 1974) је кошаркашки тренер и бивша америчка кошаркашица која је играла у оквиру Женске националне кошаркашке асоцијације. У периоду од 2016. до 2017. године била је помоћни тренер клуба Пепердин вејвс из Малибуа, од средине 2017. године главни тренер овог клуба. Кошарку је почела да игра на Универзитету Флорида. Током седамнаест сезона проведених у оквиру WNBA шампионата играла је за клубове Вашингрон мистик, Лос Анђелес спаркс, Сан Антонио старс и Њујорк либерти. Овојила је два олимпијска злата, два пута WNBA шампионат и била три пута изабрана на WNBA олстару. 

## Приватан живот
Милтонова је рођена 11. септембра 1974. године у граду Рајсборо у Џорџији. Она води порекло од народа [[Јоруба] и Хауса који живе на простору Нигерије. Похађала је средњу школу Брадвел у Хајнсвилу, где је играла за школски тим Брадвел тајгерс. Средњу школу је завршила 1993. године. Године 2000. појавила се у филму Љубав и кошарка, представљајући саму себе. 2003. године удала се за Роланда Џонса.

## Кошарка на колеџу
Милтонова је прихватила спортску школарину и кренула да похађа Универзитет Флорида у Гејнсвилу, где је играла за Лејди гаторс тим у периоду од 1993. до 1997. године. Као сениор 1996/1997. године добила је награде од Кодака и Кошаркашких новина за допринос у кошарци. Поред тога добитница је Блејд трофеја, Хонда спортске награде за кошарку и NCAA награде за најбољу кошаркашицу. Њено име увршћено је у галерији славних спортиста на Универзитету Флорида, 2007. године.

### Колеџ статистика
| Година    | Тим                 | ОУ  | Поени | ПШ%   | 3П%  | СБ%   | СПУ  | АПУ | УПУ | БПУ | ППУ  |
| --------- | ------------------- | --- | ----- | ----- | ---- | ----- | ---- | --- | --- | --- | ---- |
| 1993-1994 | Универзитет Флорида | 29  | 339   | 48.7% | 0.0% | 61.2% | 11.5 | 1.1 | 2.4 | 0.4 | 11.7 |
| 1994-1995 | Универзитет Флорида | 33  | 444   | 56.8% | 0.0% | 61.8% | 6.6  | 0.8 | 2.5 | 0.4 | 13.5 |
| 1995-1996 | Универзитет Флорида | 30  | 462   | 47.9% | 0.0% | 69.0% | 8.7  | 1.6 | 1.5 | 0.5 | 15.4 |
| 1996-1997 | Универзитет Флорида | 33  | 613   | 56.3% | 0.0% | 75.6% | 8.9  | 2.0 | 2.6 | 0.6 | 18.6 |
| Укупно    | Универзитет Флорида | 125 | 1858  | 52.7% | 0.0% | 67.9% | 8.9  | 1.4 | 2.2 | 0.1 | 14.9 |

## Кошарка за Сједињене Државе
Милтонова је за женску кошаркашку репрезентацију Сједињених Држава први пут заиграла на Универзијади 1997. године у Марсали у августу 1997. године. Селекција Сједињених Држава победила је свих шест утакмица и освојила златну медаљу. Милтонова је постизала 10,3 поена по утакмици и забележила 14 украдених лопти и тако постала друга најбоља у свом тиму. Године 1998. Милтонова је опет позвана да игра за селекцију Сједињених Држава. Заједно са тимом отпутовала је у Берлин и у јулу и августу 1998. године играла на Светском првенству у кошарци за жене у Немачкој. Њен тим победио је у првој утакмици селекцију Јапана, резултатом 95:89, а након тога наредних шест утакмица победио доста лакше. У полуфиналу против селекције Бразила, селекција Сједињених Држава је била у заостатку од десет поена до полувремена, али је на крају ипак успела да преокрене резултат и савлада Бразил резултатом 93:79. У финалу, тим Сједињених Држава састао се са селекцијом Русије, коју је победио резултатом 71:65 и освојио златну медаљу. Милтонова је постигла 7,1 поена просечно по утакмици у првенству.
Милтонова је била и у тиму током Летњих олимпијских игри у Сиднеју 2000. године и током Летњих олимпијских игри 2008. године у Пекингу, а на оба такмичења селекција Сједињених Држава освојила је златну медаљу.
На Светском првенству у кошарци за жене са тимом Сједињених Држава освојила две златне медаље, 1998. године у Немачкој и 2002. године у Кини, док је 2006. године у Бразилу освојила бронзану медаљу.

## Професионална каријера
Године 1999. Милтонова је изабрана на драфту од стране екипе Лос Анђелес спаркс, за који је играла у периоду од 1999. до 2004. године, зајено са Лисом Лесли. Током њене шестогодишње каријере у Лос Анђелес спарксима, освојила је два WNBA шампионата, 2001. и 2002. године.
Године 2005. прешла је у тим Вашингон мистик, а 22. априла 2008. године се вратила у Лос Анђелес спаркс. 2013. године потписала је уговор са тимом Сан Антонио старс, а пре тога играла је и за Њујорк либерти. 9. јула 2014. године пребачена је у клуб Атланта дрим у замену за кошаркашицу Свим Кеш.
У августу 2015. године одиграла је њену 497. WNBA утакмицу, што је било више од било које кошаркашице у историји тог такмичења, оборивши тако рекорд који је држала Тина Томпсон. Године 2016. потписала је уговор са клубом Атланта дрим.
У септембру 2016. године најавила је да се повлачи из кошарке

## Каријера ван Сједињених Држава
Године 2003. играла је у евролигашком шампионату за тим Јекатеринбург из Русије. У сезони 2005/2006. освојила је Евролигу са тимом Гамбринус Брно из Чешке и током паузе WNBA сезоне 2006/2007. потписала уговор за Рос каскаренс из Валенсије. Током паузе WNBA шампионата 2008/2009. године Милтонова је поново потписала двогодишњи уговор са шпанским тимом Рос каскарес for whom she also played during the 2007-08 off-season..

## Тренерска каријера
Била је друга жена у сторији америчке кошарке која је тренирала мушки тим. 2005. године тренирала је мушки тим Лос Анђелес старс. Била је помоћни тренер женског тима Пепердин од 2016. године, а од 29. марта 2017. године постала је први тренер тог тима.

## WNBA статистика каријере
| † | Година када је Милтонова освојила WNBA шампионат |
|   | WNBA рекорд                                      |

### Статистика сезона
| Сезона   | Екипа               | ОУ  | СУ  | МПУ  | ПШ%  | 3П%  | СБ%  | СПУ | АПУ | УПУ | БПУ | ППУ  |
| -------- | ------------------- | --- | --- | ---- | ---- | ---- | ---- | --- | --- | --- | --- | ---- |
| 1999     | Лос Анђелес спаркс  | 32  | 32  | 26.1 | 53.0 | 000  | 79.1 | 5.5 | 1.6 | 1.5 | 0.5 | 9.9  |
| 2000     | Лос Анђелес спаркс  | 32  | 32  | 30.7 | 51.2 | 25.0 | 74.5 | 6.1 | 2.1 | 1.4 | 0.9 | 11.8 |
| 2001†    | Лос Анђелес спаркс  | 32  | 27  | 29.3 | 45.3 | 34.3 | 79.4 | 5.3 | 2.1 | 1.5 | 0.9 | 10.3 |
| 2002†    | Лос Анђелес спаркс  | 32  | 25  | 30.2 | 48.7 | 42.0 | 74.0 | 6.6 | 1.4 | 1.6 | 1.1 | 11.3 |
| 2003     | Лос Анђелес спаркс  | 31  | 30  | 35.0 | 42.4 | 37.7 | 80.4 | 7.1 | 2.1 | 1.6 | 1.3 | 13.4 |
| 2004     | Лос Анђелес спаркс  | 19  | 19  | 31.8 | 40.4 | 29.7 | 72.6 | 4.7 | 1.6 | 1.2 | 0.5 | 9.8  |
| 2005     | Вашингтон мистик    | 33  | 30  | 32.4 | 41.7 | 32.8 | 79.8 | 5.2 | 1.8 | 1.7 | 0.5 | 11.9 |
| 2006     | Вашингтон мистик    | 23  | 20  | 29.3 | 47.2 | 43.0 | 81.0 | 4.9 | 2.1 | 1.5 | 0.7 | 14.6 |
| 2007     | Вашингтон мистик    | 34  | 34  | 33.6 | 34.9 | 23.5 | 84.5 | 6.4 | 1.6 | 1.5 | 1.1 | 13.4 |
| 2008     | Лос Анђелес спаркс  | 31  | 31  | 32.8 | 48.0 | 35.8 | 77.4 | 6.3 | 2.4 | 1.1 | 0.6 | 13.9 |
| 2009     | Лос Анђелес спаркс  | 33  | 33  | 31.6 | 40.1 | 29.3 | 75.7 | 4.8 | 2.2 | 1.2 | 0.2 | 10.2 |
| 2010     | Лос Анђелес спаркс  | 34  | 34  | 32.2 | 47.0 | 31.7 | 86.6 | 4.7 | 2.5 | 1.1 | 0.6 | 15.4 |
| 2011     | Лос Анђелес спаркс  | 34  | 34  | 26.2 | 46.2 | 35.2 | 83.1 | 4.6 | 2.0 | 0.9 | 0.4 | 11.7 |
| 2012     | Лос Анђелес спаркс  | 34  | 34  | 27.2 | 41.7 | 32.6 | 82.3 | 4.2 | 1.8 | 1.0 | 0.7 | 10.0 |
| 2013     | Сан Антонио старс*  | 15  | 15  | 27.3 | 42.1 | 21.4 | 60.7 | 4.9 | 2.0 | 0.9 | 0.5 | 9.2  |
| 2013     | Њујорк либерти*     | 11  | 2   | 19.4 | 34.8 | 20.0 | 78.8 | 3.3 | 1.7 | 0.5 | 0.3 | 6.7  |
| 2013     | Укупно              | 26  | 17  | 23.9 | 39.8 | 20.8 | 70.5 | 4.2 | 1.9 | 0.7 | 0.3 | 8.2  |
| 2014     | Њујорк либерти*     | 19  | 2   | 16.8 | 40.4 | 20.0 | 71.4 | 2.5 | 1.1 | 0.4 | 0.3 | 5.7  |
| 2014     | Атланта дрим*       | 2   | 0   | 11.5 | 28.6 | 50.0 | 100  | 1.0 | 0.0 | 0.5 | 1.5 | 4.5  |
| 2014     | Укупно              | 21  | 2   | 27.2 | 41.7 | 32.6 | 82.3 | 4.2 | 1.8 | 1.0 | 0.7 | 2.1  |
| 2015     | Атланта дрим        | 18  | 1   | 8.9  | 34.0 | 10.0 | 55.6 | 1.8 | 0.4 | 0.1 | 0.7 | 2.1  |
| Каријера | 17 година, 5 тимова | 499 | 435 | 28.8 | 44.0 | 32.5 | 79.0 | 5.2 | 1.8 | 1.2 | 0.7 | 11.2 |

### Плеј-оф
| Сезона   | Екипа              | ОУ | СУ | МПУ  | ПШ%  | 3П%  | СБ%  | СПУ | АПУ | УПУ | БПУ | ППУ  |
| -------- | ------------------ | -- | -- | ---- | ---- | ---- | ---- | --- | --- | --- | --- | ---- |
| 1999     | Лос Анђелес спаркс | 4  | 4  | 31.8 | 45.0 | 000  | 42.9 | 5.3 | 2.5 | 1.8 | 1.5 | 9.8  |
| 2000     | Лос Анђелес спаркс | 4  | 4  | 34.0 | 54.1 | 000  | 83.3 | 5.5 | 3.0 | 1.5 | 0.5 | 12.5 |
| 2001†    | Лос Анђелес спаркс | 7  | 7  | 32.3 | 54.7 | 37.5 | 68.4 | 6.3 | 2.9 | 1.0 | 1.4 | 12.3 |
| 2002†    | Лос Анђелес спаркс | 6  | 3  | 34.0 | 45.0 | 56.3 | 93.8 | 6.8 | 1.3 | 1.7 | 1.5 | 13.0 |
| 2003     | Лос Анђелес спаркс | 9  | 9  | 37.6 | 44.3 | 55.6 | 77.1 | 6.3 | 2.8 | 1.9 | 1.4 | 14.6 |
| 2006     | Вашингрон мистик   | 2  | 2  | 34.5 | 37.9 | 44.4 | 100  | 9.0 | 2.5 | 1.5 | 0.5 | 14.0 |
| 2008     | Лос Анђелес спаркс | 6  | 6  | 34.3 | 40.7 | 35.7 | 73.3 | 6.0 | 1.8 | 1.3 | 0.7 | 10.7 |
| 2009     | Лос Анђелес спаркс | 6  | 6  | 31.7 | 35.1 | 30.8 | 62.5 | 5.8 | 2.5 | 1.7 | 0.2 | 9.0  |
| 2010     | Лос Анђелес спаркс | 2  | 2  | 35.5 | 36.0 | 100  | 50   | 8.5 | 1.0 | 0.5 | 0.5 | 10.5 |
| 2012     | Лос Анђелес спаркс | 4  | 4  | 25.3 | 37.5 | 50.0 | 77.8 | 3.5 | 1.8 | 1.0 | 0.5 | 5.5  |
| Каријера | 10 година, 2 тима  | 50 | 47 | 33.4 | 44.0 | 45.9 | 74.1 | 6.1 | 2.3 | 1.5 | 1.0 | 11.5 |

## Спољашне везе
- Профил на сајту WNBA